# Docela obyčejný příběh
Docela obyčejný příběh (originální název Une histoire simple) je francouzské filmové drama z roku 1978, které režíroval Claude Sautet podle vlastního scénáře. Film pojednává o obyčejných každodenních problémech a jejích důsledcích, jakými jsou neshody mezi přáteli, neshody ve vztazích nebo například ztráta zaměstnání.
Hlavní role ztvárnila Romy Schneider, která za herecký výkon obdržela Césara pro nejlepší herečku, a Bruno Cremer.

## Děj
Marie je rozvedená a žije dlouhá léta se spekulantem Sergem. Sergeův styl života jí nevyhovuje, to si však zcela uvědomí, až když s ním čeká dítě. Rozhodne se pro radikální řešení – rozchází se s ním a dítě si nechá vzít. Serge je zdrcen, Marie je však pevně rozhodnuta a navíc začíná opět žít se svým původním mužem Georgem, s kterým má už dospělého syna. Příběh se odehrává v nejisté době, kdy se většina lidí obává o svou práci. Ve filmu jsou zobrazeny obavy lidí i jejich reakce na výpověď ze zaměstnání, která není pokaždé adekvátní, například pokus o sebevraždu.
Když se do pracovních problémů dostane Jérôme, Mariin přítel, přinutí Marie George, aby mu pomohl a preventivně ho přesunul na jinou funkci. Pokus selhává, protože Jérôme novou práci nezvládá. Marie na George naléhá podruhé, on však další pomoc odmítne, což nakonec skončí Jérômovou smrtí. Marie to klade Georgeovi za vinu a rozchází se s ním, mezitím s ním však stihla otěhotnět. Rozhodne se pro ponechání si dítěte, o kterém však Georgeovi nehodlá říct, a bude ho vychovávat spolu s Gabrielou, se svojí blízkou přítelkyní.

## Obsazení
| Romy Schneider     | Marie       |
| Bruno Cremer       | Georges     |
| Claude Brasseur    | Serge       |
| Arlette Bonnard    | Gabriela    |
| Roger Pigaut       | Jérôme      |
| Sophie Daumier     | Esther      |
| Eva Darlan         | Anna        |
| Francine Bergé     | Francine    |
| Madeleine Robinson | matka Marie |
| Jacques Sereys     | Charles     |
| Nadine Alari       | doktorka    |